# August Kopff
August Kopff (n. 5 februarie 1882, Heidelberg, Imperiul German – d. 25 aprilie 1960, Heidelberg, RFG) a fost un astronom german care a descoperit mai multe comete și asteroizi.

## Biografie
August Kopff a descoperit câteva comete, între care cometa periodică 22P/Kopff și cometa neperiodică C/1906 E1.
El a descoperit și mai mulți asteroizi, între care, mai ales, asteroizii troieni 617 Patroclus și 624 Hektor.
Un crater pe Lună îi poartă numele, Kopff, ca și asteroidul 1631 Kopff.

## Lista asteroizilor descoperiți de August Kopf
| 542 Susanna         | 15 august 1904     | cu Paul Götz |
| 579 Sidonia         | 3 noiembrie 1905   |              |
| 582 Olympia         | 23 ianuarie 1906   |              |
| 584 Semiramis       | 15 ianuarie 1906   |              |
| 585 Bilkis          | 16 februarie 1906  |              |
| 589 Croatia         | 3 martie 1906      |              |
| 591 Irmgard         | 14 martie 1906     |              |
| 593 Titania         | 20 martie 1906     |              |
| 595 Polyxena        | 27 martie 1906     |              |
| 596 Scheila         | 21 februarie 1906  |              |
| 606 Brangäne        | 18 septembrie 1906 |              |
| 607 Jenny           | 18 septembrie 1906 |              |
| 608 Adolfine        | 18 septembrie 1906 |              |
| 612 Veronika        | 8 octombrie 1906   |              |
| 613 Ginevra         | 11 octombrie 1906  |              |
| 614 Pia             | 11 octombrie 1906  |              |
| 615 Roswitha        | 11 octombrie 1906  |              |
| 616 Elly            | 17 octombrie 1906  |              |
| 617 Patroclus       | 17 octombrie 1906  |              |
| 619 Triberga        | 22 octombrie 1906  |              |
| 621 Werdandi        | 11 noiembrie 1906  |              |
| 624 Hektor          | 10 februarie 1907  |              |
| 625 Xenia           | 11 februarie 1907  |              |
| 626 Notburga        | 11 februarie 1907  |              |
| 627 Charis          | 4 martie 1907      |              |
| 628 Christine       | 7 martie 1907      |              |
| 629 Bernardina      | 7 martie 1907      |              |
| 630 Euphemia        | 7 martie 1907      |              |
| 631 Philippina      | 21 martie 1907     |              |
| 632 Pyrrha          | 5 aprilie 1907     |              |
| 633 Zelima          | 12 mai 1907        |              |
| 634 Ute             | 12 mai 1907        |              |
| 640 Brambilla       | 29 august 1907     |              |
| 643 Scheherazade    | 8 septembrie 1907  |              |
| 644 Cosima          | 7 septembrie 1907  |              |
| 646 Kastalia        | 11 septembrie 1907 |              |
| 647 Adelgunde       | 11 septembrie 1907 |              |
| 648 Pippa           | 11 septembrie 1907 |              |
| 649 Josefa          | 11 septembrie 1907 |              |
| 650 Amalasuntha     | 4 octombrie 1907   |              |
| 651 Antikleia       | 4 octombrie 1907   |              |
| 654 Zelinda         | 4 ianuarie 1908    |              |
| 656 Beagle          | 22 ianuarie 1908   |              |
| 657 Gunlöd          | 23 ianuarie 1908   |              |
| 658 Asteria         | 23 ianuarie 1908   |              |
| 663 Gerlinde        | 24 iunie 1908      |              |
| 664 Judith          | 24 iunie 1908      |              |
| 666 Desdemona       | 23 iulie 1908      |              |
| 667 Denise          | 23 iulie 1908      |              |
| 668 Dora            | 27 iulie 1908      |              |
| 669 Kypria          | 20 august 1908     |              |
| 670 Ottegebe        | 20 august 1908     |              |
| 672 Astarte         | 21 septembrie 1908 |              |
| 677 Aaltje          | 18 ianuarie 1909   |              |
| 679 Pax             | 28 ianuarie 1909   |              |
| 680 Genoveva        | 22 aprilie 1909    |              |
| 681 Gorgo           | 13 mai 1909        |              |
| 682 Hagar           | 17 iunie 1909      |              |
| 684 Hildburg        | 8 august 1909      |              |
| 686 Gersuind        | 15 august 1909     |              |
| 692 Hippodamia      | 5 noiembrie 1901   | cu Max Wolf  |
| 693 Zerbinetta      | 21 septembrie 1909 |              |
| 754 Malabar         | 22 august 1906     |              |
| 1780 Kippes         | 12 septembrie 1906 |              |
| 1781 Van Biesbroeck | 17 octombrie 1906  |              |
| 3105 Stumpff        | 8 august 1907      |              |
| 3133 Sendai         | 4 octombrie 1907   |              |
| 3687 Dzus           | 7 octombrie 1908   |              |